# Caïn et Abel (Genèse)
Pour les articles homonymes, voir Caïn et Abel.

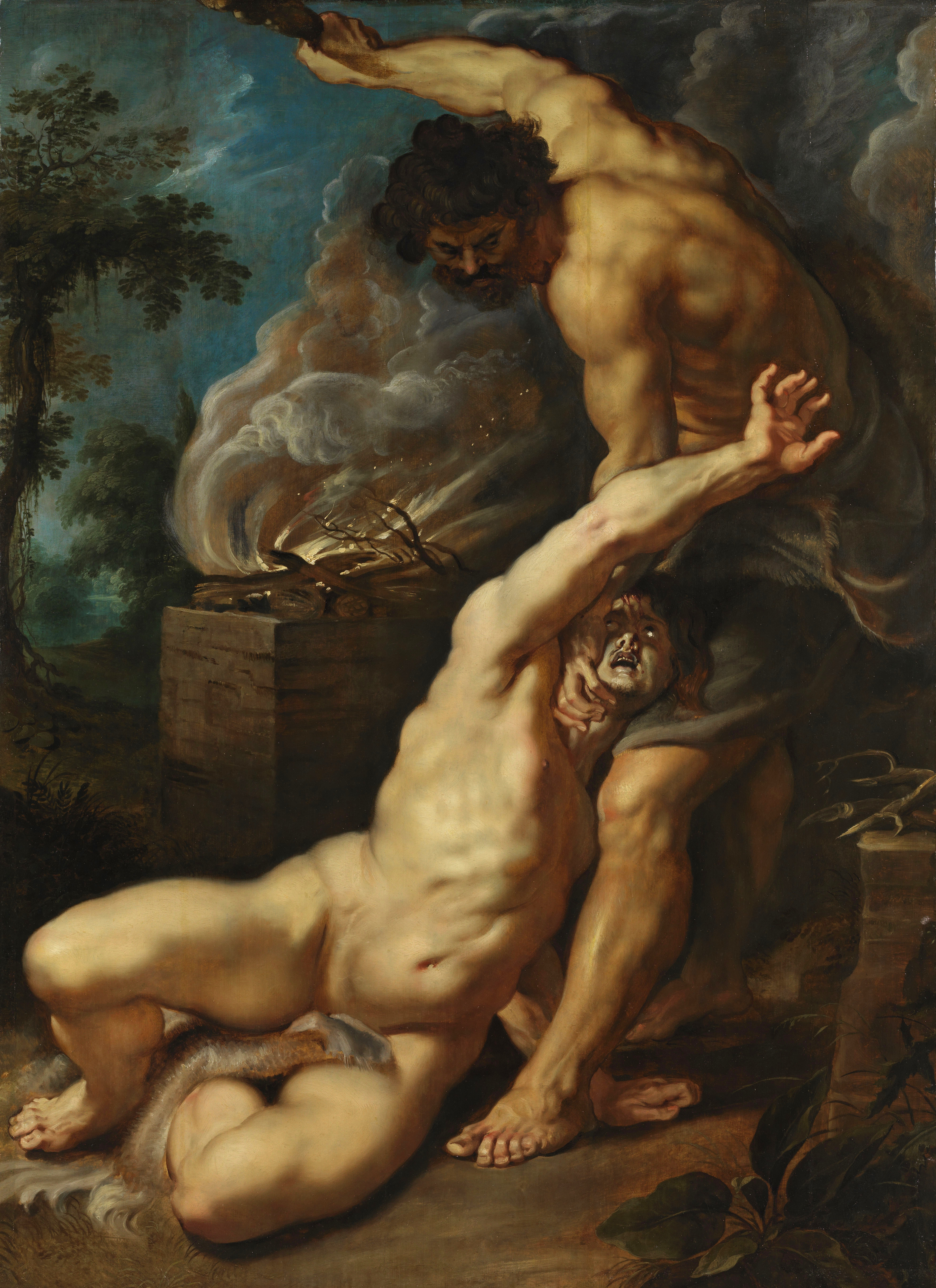
Caïn tue Abel, par Peter Paul Rubens, c. 1600.

Dans le chapitre 4 du livre biblique de la Genèse, Caïn et Abel sont les deux fils aînés d'Adam et Ève. Caïn, le premier-né, était cultivateur  (céréalier), et son cadet Abel était berger. Les deux frères ont accompli des sacrifices à leur Dieu, cependant ce dernier a préféré le sacrifice d'Abel plutôt que celui de Caïn. Jaloux, Caïn a assassiné Abel. Dieu l'a alors puni en le condamnant à une vie d'errance. Caïn s'est exilé dans la Terre de Nod (en hébreu : נוֹד), où il a fondé une ville et engendré une lignée de descendants, commençant par son fils Hénoch.

## Origines

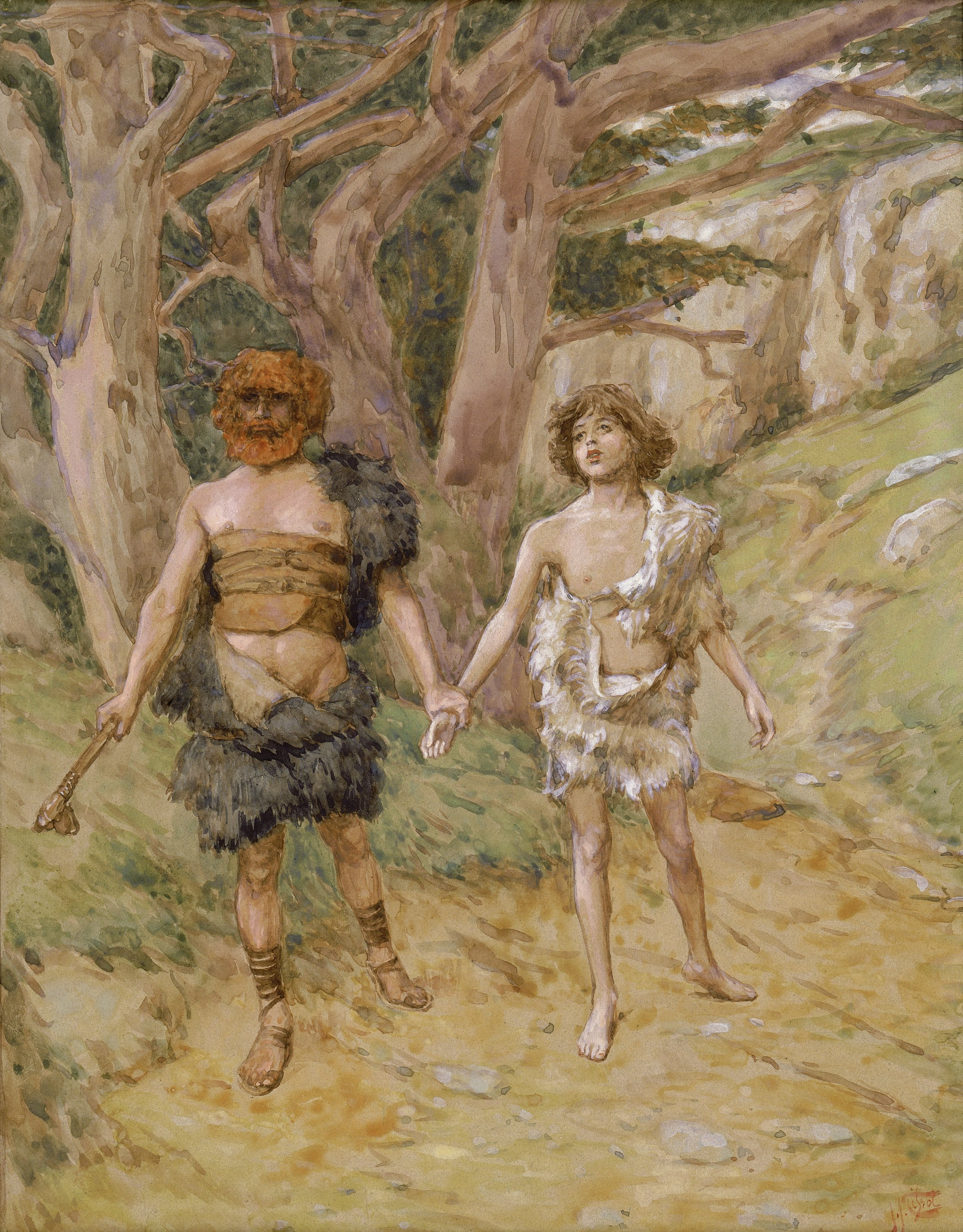
Cain leadeth Abel to death, James Tissot, c. 1900.

Le plus ancien exemplaire connu du récit biblique provient des manuscrits de la mer Morte et est daté du premier siècle avant notre ère. Caïn et Abel apparaissent également dans un certain nombre d'autres textes, et ce passage fait l'objet de diverses interprétations. Abel, la première victime d'un meurtre dans la Bible, est considéré dans certaines interprétations comme le premier martyr ; tandis que Caïn, le premier meurtrier, est parfois vu comme un ancêtre du mal. Certains théologiens suggèrent que la péricope pourrait avoir été inspirée d'un récit sumérien représentant le conflit entre les bergers nomades et les agriculteurs sédentaires. Les chercheurs modernes considèrent généralement que les histoires d'Adam et Ève et de Caïn et Abel évoquent le développement de la civilisation au Néolithique ; ne contant pas les débuts de l'homme, mais le moment où la population a initié  l'agriculture et s'est sédentarisée, remplaçant les habitudes du chasseur-cueilleur.

## Caïn et Abel dans les arts
Caïn et Abel, figures bibliques majeures, ont inspiré depuis des siècles une riche tradition artistique. Leur histoire, relatant le premier meurtre selon la Genèse, a été représentée dans la peinture, la sculpture et d’autres formes d’art. Au-delà des œuvres classiques, le récit a également donné lieu à des détournements, pastiches et adaptations au cinéma et à la télévision, témoignant de sa résonance culturelle persistante.
- Les œuvres classiques ː

Cathédrale de Salerne – Sacrifice de Caïn et d’Abel, meurtre d’Abel (1084), plaque d’ivoire conservée au musée du Louvre.
Titien – Caïn et Abel (vers 1542–1544).
Tintoret – Caïn tuant Abel (vers 1550–1553).
Peter Paul Rubens – Caïn tuant Abel (vers 1608–1609).
Gustave Doré – Caïn tuant Abel (1866, pour la Bible illustrée).
Fernand Cormon – Caïn (1880) — scène après le meurtre, mais directement liée à l’épisode.
Alexandre Jean Joseph Falguière – Caïn et Abel (1880-1890), sculpture en plâtre conservée au musée des Beaux-arts de la Ville de Paris.
Henri Vidal – Caïn venant de tuer son frère Abel (1896).
Marc Chagall – Caïn et Abel (1911).
Lovis Corinth – Caïn (1917).
Raoul Verlet – Caïn et Abel (1877-1923).
- Au cinéma :

John Huston – La Bible (1966).
Luigi Maggi – La Damnation de Caïn (1911), court-métrage muet.
René Cardona – Cain y Abel (1954), inspiré du récit biblique.
Ermanno Olmi – Genesis: The Creation and the Flood (1994).
- Séries télévisées ː

Tony Mitchell – La Bible (2013), mini-série qui présente dans l'épisode 1 (Au commencement), l'histoire de Caïn et Abel.
LightWorkers Media – Testament: The Bible in Animation (1996), série d'animation montrant le meurtre d’Abel.
Warner Bros Television – Supernatural (2013-2014), la série introduit le personnage de Caïn dans la saison 9, avec références à son frère Abel.
Warner Bros Television – Lucifer (2017-2018), dans la saison 3, Caïn est un personnage récurrent, le meurtre d’Abel est évoqué.
Matt Groening – Les Simpson (2005), épisode 8, saison 16 (Déluge au stade), Rod et Todd jouent les personnages bibliques d'Abel et Caïn.